# Église Santa Maria del Carmine alle Tre Cannelle
L'église Santa Maria del Carmine alle Tre Cannelle (en français : Sainte-Marie-de-la-Charité-aux-Trois-Canelles) est une église romaine située dans le rione Trevi sur la piazza delle Tre Cannelle.

## Historique
L'église a été construite en 1605 par le cardinal Édouard Farnèse, protecteur de l'Archiconfraternité de la Charité. Elle fut inaugurée en 1623 et restaurée en 1772 après qu'un incendie eut endommagé sa structure.

## Architecture et décorations
L'église présente une façade de style baroque selon les dessins d'Angelo Specchi en 1750. Elle possède une nef unique et des autels latéraux contenant dans celui de droite une Madone apparaissant à Élie de Sebastiano Conca. Le maître-autel accueille une copie du XVIIIe siècle d'une statue de la Madone de Monte Carmelo et un tableau de même composition de Gaspare Celio (en).

## Sources et références
- (it) Cet article est partiellement ou en totalité issu de l’article de Wikipédia en italien intitulé « Chiesa di Santa Maria del Carmine alle Tre Cannelle » (voir la liste des auteurs).